# 魔王 JUVENILE REMIX
《魔王 JUVENILE REMIX》（魔王 ジュブナイル リミックス）是在2007年27號開始連載於週刊少年Sunday上的日本漫畫作品，原作是伊坂幸太郎，由大須賀惠作畫。
由伊坂幸太郎的小說《魔王》改編，將內容大幅度加工成為適合的少年漫畫，所以標題加上JUVENILE REMIX（JUVENILE意思是少年的），本作亦有描寫伊坂幸太郎的另一本小說（中文版由獨步文化出版）的人物故事，除了《蚱蜢》伊坂其他作品的關鍵字亦會出現。
雖然在小學館的雜誌上連載，但原作小說由其他公司出版的情況較為罕見（《魔王》為講談社、《蚱蜢》則為角川書店）。
在前傳漫畫《Waltz》日文版第6卷的初回限定版中，附贈的廣播劇CD有著本作一部分的配音劇情。

## 故事

### 第一章 安藤
全63话。
高中生的安藤，年幼时开始相信自己有“让别人说出自己所想”的力量，而且不是偶然的发生。
同时因为市中心开发计划而开始动荡的街道，出现了一个自卫团体“蚱蜢”，带领着“蚱蜢”的领袖人物犬养拥有超凡的魅力。在一次“蚱蜢”行动中，安藤在无意中发现犬养的另一面，心里产生了他不是正义的使者，而是一个魔王的想法。
犬养发誓“5年内把腐败了的街道重生”，民众被犬养的说话吸引着。安藤利用自己弱小的能力“腹语术”对抗那渐渐迫近的强大力量。

### 第二章 润也
全34话。从第64话开始。
安藤去世后约半年，润也对哥哥的死抱有疑问，并探查其死去之谜。得知「哥哥和谁战斗」「怎样死去」的润也，怀着对他的思念，决心要跟犬养对决。

## 登場人物

### 主角
安藤（配音員：浪川大輔）
故事中第一章的主角。猫田东高中2年級生，名稱不明。擁有「讓別人說出自己所想」的力量「腹語術」。
年幼時因為事故失去雙親，與弟弟潤也二人一起生活。常因為周圍不起眼的事情，一個人深深地思考並自言自語著。因為小學生時對其他人說他「能使用超能力」而被人排擠疏遠，對他來說這是他的黑暗時代。為了不讓這痛苦的經驗重演，成為高中生的現在，一直說著謊來迎合周遭平靜地生活著。可是看到犬養的另一面而被蟬追殺，就成為他改變的契機，他開始思考並產生對抗的意思。第63話，最後在和犬養對決時因過量使用腹語術安詳死亡。
口頭禪是。這個口頭禪來自年幼時憧憬的電視節目主角麥基華（MacGyver）的口頭禪。很熟悉和。
原作為上班族。
安藤潤也（配音員：森久保祥太郎）
故事中第二章的主角。安藤的弟弟。高中1年級生。與哥哥相比性格非常樂觀，不喜歡轉彎抹角的行動派，無論怎樣的場面也不會跟著周圍的氣氛走。
他有一個叫詩織的女朋友。安藤（哥哥）說他以前運氣很好的。對於唯一的親人的哥哥非常重視。擔心他是不是去到自己不知道地方去，於英語會話教室被放火的事件中，確信哥哥捲入危險之中，在那天回家途中，二人約定了哪裡也不會去，會留在對方身邊。
安藤去世后，得到「1/10=1」的能力。只要概率不低于十分之一，都能准确预测到。
在得知哥哥死亡的真相后，决心要跟犬养对决。可是跟安藤相反，润也的行动十分疯狂跟不择手段。在雇佣杀手摧毁千金后，明白哥哥的真意。
10年后和詩織結婚，並且搬出了貓田市，在仙台居住，工作是定點觀察鳥類。其后在犬养的演讲中，雇佣健太郎、孝次郎引发地震进行妨碍。
原作與哥哥和詩織住在一起。高中毕业后以打散工为主，哥哥死后在环境调查的公司工作。伊坂幸太郎的小说《MODERN TIMES—摩登時代》描写的是《魔王》50年后的世界，当中润也已是故人。生前成立「安藤商会」，探索如何为人使用金钱。

### 猫田东高中
島
安藤的朋友。在開雑誌密封的書頁技術相當了得，非常喜歡黃色笑話。是安藤在學校內被孤立仍與他接觸的朋友。
第二章中，在Duce处做兼职，并且加入了「草蜢」。被千金误以为「与润也一同杀死了店长」，在拷问后被杀害。
原作是安藤大学时代的朋友，相隔5年后再遇。
詩織
潤也的女朋友。高中1年級生。與安藤兄弟就讀相同的高中。常因為睡過頭而把衣鈕扣得亂七八糟，穿襪子也是左右不同款式。
第二章中，因为跟润也有关，成了千金狩猎的对象。10年後和潤也結婚。
小说《MODERN TIMES—摩登時代》中，住在岩手高原。跟拜访润也的主角·渡边说过润也的事。
滿智子
安藤兄弟所属的新聞部的副部長，亦是两人的前輩。非常美麗，在學校中就像偶像一樣。看上去性格好像很輕浮，但她很有看人的能力。常常差遣其他部員。由於受到黃蜂所傷而不能上學。
第二章中，是大学1年级生。
原作為安藤的同事。带过安藤去摇滚演唱会。
安迪生
安藤班的轉校留學生。安迪生先生的兒子，母親是日本人。全名不明。他其實不喜歡繼承父親的工作，成為財團的社長。夢想在日本開設英語會話教室。很清楚日本文化，日语也很流畅，但是使用谚语却有微妙的错误。
喜歡中的寅次郎，與同樣詳細知道寅次郎的安藤非常親近。因為草蜢和安迪生財團的爭鬥，在學校被人处以私刑。他做兼职所在的老夫妇开的英语会话教室，还被反安迪生财团的市民纵火。明白自己会危害到身边的人后便離開了猫田市，但立志一定會回來開設英語會話教室。
第二章中，协助润也调查安藤死亡的真相。同时也被润也拜托保护诗织等人。
原作是归化日本的美国人。在安藤住所附近開設英語會話教室。跟漫画版一样被人纵火。
名字来由推测为主角的扮演者Richard Dean Anderson。
要
参照#草蜢。
平田
新聞部部長。沒有自見，只跟著滿智子的後面。雖然他是部長，但實際上是沒有實權。
原作是安藤与满智子的上司。
唐墨
不良少年的老大，被欺負的要修理了一頓。
蜜代
诗织的朋友。因为与润也有关，也成了千金狩猎的对象。
原作是诗织的同事。（不过诗织是派遣社员，蜜代是正式员工）
蜜代的男朋友
胡须男。经常被蜜代斥责不要花心。因为跟诗织与蜜代一起，成了千金狩猎的对象。
原作是蜜代的丈夫。

### 草蜢
犬養率領被稱為「正義的使者」的自衛團體，而被反對他們的人稱為「黑蝗蟲」。在表面活躍的團員會與中村太郎一樣穿著外套，而像要等負責背後活動的團員則帶著防毒面具。
犬養舜二
自衛團體「草蜢」的領導人。因為非凡的領導能力而受民眾歡迎，但內裡則遠望街道的改革，利用暴力排除妨礙。他認為自己有改變世界的責任。他利用安藤作命運的試紙，想他阻止自己。
在犬養出現之後，貓田市的失蹤及殺人事件比前一年多1倍。
第二章中，组成「未来党」参加大选。在进行街头演讲时被千金雇佣的杀手狙击，身负重伤。10年后，在第3次大选中获胜，未来党执掌政权，犬养成为首相。
原作是國會議員，在《呼吸》裡當上了首相。幾乎沒有和安藤接觸。小说《MODERN TIMES—摩登時代》中，不再担任政治家，其后失去踪影，生死不明。
店長
咖啡店「Duce」的店长。本名不明。是个跟岩西、鲸等人所处的里世界有紧密联系的神秘人。拥有将空气固体化自由控制的超能力「空气之手」。
为了看到犬养创造出的理想世界而协助他。与其沉默寡言的外表不同，非常的激情，认为安藤的能力非常危险，进言要抹杀他。經由岩西委託蟬刺殺安藤（就结果而言，反而促成了安藤决心跟犬养对决），还打算在草蜢集会举办前了结安藤。为了保护犬养，在会场上跟黄蜂战斗，之后由于黄蜂的毒跟安藤的腹语术而倒下。
第二章中，雙腳因为黄蜂的毒的后遗症失去了活動能力，而要坐在輪椅上。判断润也会给犬养带来威胁，而打算了结他。最后却死在槿的手上。
原作是酒吧的店长。小说《MODERN TIMES—摩登時代》中也有登场，得知其姓氏为绪方。
辰美將至
跟店长一样是草蜢的最高干部。
第二章中，担任猫田市市长。认为店长的思想很危险，委托槿清除他。之后取代店长跟千金订下契约，却被他们利用毒品所控制。最后被得知真相的黄蜂所杀。
黃蜂
参照#殺手。
中村太郎
草蜢的成员之一。原为暴力集团「CAT」的第二代首领。集团被犬养摧毁后，受其思想所感化而加入草蜢。
10年后成为犬养的左右手。
要
安藤的同學。御宅族，喜歡女僕莉娜。经常戴着耳机。
在學校一直被唐墨一伙人欺負，在和犬養接觸後加入了草蜢，之後對唐墨一伙人報復。極度崇拜犬養，全盤接受犬養所說的任何說話，對於否定犬養的安藤抱有敵意。最后在毆打和安迪生財團有關的人時被刺死。
名字的由来是原作中登场的，重要的日本足球选手田中。被美国人刺死。

### 殺手
蟬（配音員：櫻井孝宏）
以一把短刀作為武器的職業殺手，曾追殺安藤，後受委託保護貓田市市長，可惜因鯨插手而失敗。岩西是他的上司，雖然蟬很討厭岩西把他當作人偶般使喚，但又從不拒絕岩西的要求。
第二章中，为了给润也提供安藤的情报而带他到桃那里。其后，接受润也的委托杀死比与子的部下，以及寺原之子的3个朋友。
原作裡被鯨視為「清算」的目標之一。受鯨的能力所影響而想要自殺，但由於鯨受死去的岩西的幻覺影響，蟬得以逃脫。最後被鯨槍殺。
同时也是前传漫画《Waltz》的主角。
名字的由来是松尾芭蕉的俳句「万籁俱寂，蝉鸣入岩石」中「蝉」的部分。
岩西（配音員：諏訪部順一）
安排工作給蟬的人，經常引用傑克·克里斯平的說話（歌詞）。
第二章中，给润也灌输了「金钱就是力量」的观念。
原作裡因為鯨的能力自殺。
名字的由来是松尾芭蕉的俳句「万籁俱寂，蝉鸣入岩石」中「岩石」的部分（日文中两者同音）。
鯨
身材十分高大，以眼罩隱藏左眼，經常看一本書名《罪與罰》的小說。同時看到他雙眼的人會因過去所犯的罪帶來的罪惡感或對於生存的絕望感而自殺，因此有「自殺屋（自杀杀手）」的稱號。被稱為最頂尖的殺手。
接受店长的委托，对妨碍到犬养的人进行清算。令山本实之议员跟市长自杀，逼蝉的精神处于崩溃边缘。
第二章中，接受润也的委托，令寺原之子自杀。
根據原作，疑似是遭到槿推往馬路而身亡。
名字的由来估计是由于他如「鲸」般庞大的身体。
黃蜂
安迪生財團僱用來獵殺草蜢成員的殺手，在大腿上有黃蜂的刺青（左右腿也有），使用強力的足技和會使人無法呼吸的毒（塗在鞋中收藏的針上）作武器。後被草蜢逮捕，在之后的草蜢集会中打算再次杀死犬养，受到店长的阻挠。
第二章中，正式成為草蜢的成員之一，只忠心於犬養，並稱犬養為「國王」，担当其保镖。从润也处得知辰美是叛徒后，便杀死了辰美。
小说中登场的同名男女二人组杀手，不过仅使用毒杀，没有格斗技。
殺手二人組
安迪生財團僱用來杀死猫田市市长的殺手二人组。一个身穿白衣戴着白色口罩，样似柴犬。另一个身穿黑衣腰缠锁链，样似是土佐犬。两人均被杀死（白衣男被黑衣男杀死，黑衣男被蝉杀死）。
小说中的登场人物。
槿
殺死Duce的店長的人，以從後推人（但旁人看來是被推的人自己衝出來）的方式殺死目標。有「推殺屋（推手殺手）」的稱號。同樣被稱為最頂尖的殺手。
原作裡被鯨視為「清算」的目標之一。
狙擊手二人組
名字不明的二人組，某國前特種部隊的特級射手。使用Dragunov狙擊槍，受千金委託狙擊犬養，但在行動時被健太郎和孝次郎引發的地震影響而只射傷了犬養，之後被槿推下樓而死。

### 情报屋
桃（配音員：大原沙耶香）
提供各式情报的情报员。身材肥胖。表面上是色情场所的经营者。由于她「不是任何人的同伴」，故此同时向润也和店长提供情报。
黑衣男子
安藤临死前在其身边调查的神秘人物。
根据他的行事作风，推测是伊坂幸太郎的小说《死神的精确度》的主角千叶。该角色在原著小说《魔王》中也有登场。

### 劇團
只要有委託，就會裝份成任何角色的演出團體。小说《蚱蜢》中登场的团体。
健太郎
槿的兒子。衣服背后附有黑色的恶魔翅膀。性格活潑好動，口头禅是「正蠢材！」。玩游戏很厉害，跟父亲槿对战能够连胜10局。
跟弟弟孝次郎聯手的時候可以控制自然的力量（如引發地震）。槿和潤也認為他們两人才是最頂尖的殺手。
小说中的登场人物。
孝次郎
槿的兒子。衣服背后附有白色的天使翅膀。性格比較文靜，口头禅是「正蠢材！」。10年后，比哥哥还要高。
跟哥哥健太郎聯手的時候可以控制自然的力量（如引發地震）。槿和潤也認為他們两人才是最頂尖的殺手。
小说中的登场人物。
槿的妻子
受草蜢委托，跟两个儿子一同实行令安迪生先生名誉受损的计划。平时是个贤妻良母，工作时会展露出职业表情。
小说中的登场人物。当中的名字是菫。

### 千金
读为「芙罗兰」（德語）。第二章中登场。暗中贩卖毒品跟器官的非法公司，拥有庞大的资产和权利。是《蚱蜢》中登场的团体。
寺原
千金的社长。表面上跟草蜢有业务往来，暗地里却想方设法要吞并它。非常溺爱儿子，对他犯的罪总是用自身的权利摆平。雇佣杀手狙击犬养，不过失败了。最后被润也雇佣的槿推到比与子的车前撞死。
小说中的登场人物。
寺原之子
千金的社长寺原的儿子。名字不明。毫无人性的家伙，可以把部下和普通人当作玩游戏那样杀掉。跟朋友一起，狩猎润也和他身边的人。最后在鲸的能力下自杀。
小说中的登场人物。
比與子
应该是千金的干部。性格非常冷酷。熟悉里世界，也知晓「推杀屋」的存在。受雇于店长去监视润也，不过由于店长被槿杀死，故此改变计划，把润也跟岛作人质去威胁草蜢。由于拷问并杀害了岛，部下被润也雇佣的蝉杀死，因为并没有直接动手所以润也放过她一马。之后再次盯上润也，然而在槿的作用下，自己亲手撞死了寺原社长。
小说中的登场人物。
千金的职员
千金的职员，比与子的三名部下。三人都有着完全一样的服装和发型。是冷酷且残忍的拷问专家。由于拷问并杀害了岛，最后被润也雇佣的蝉杀死。
小说中的登场人物。

#### 相关人士
上班族般的男子
参加寺原之子举办的狩猎游戏的男子。以400万日元标下诗织。喜欢殴打的感觉。最后被蝉杀死。
男公关般的男子
参加寺原之子举办的狩猎游戏的男子。以395万日元标下蜜代。喜欢切割的感觉。最后被蝉杀死。
IT富豪
参加寺原之子举办的狩猎游戏的男子。以650万日元标下满智子。喜欢分尸的感觉。最后被蝉杀死。
肥仔
参加寺原之子举办的狩猎游戏的男子。不得不以150万日元标下蜜代的男友，因为其他三人都被标走了。父亲是警界高官。因为将寺原之子他们的情报泄露给润也，所以免除一死，不过精神也受到了重创。

### 猫田市的權力者
刑警
猫田警署的课长。发现到市里各种奇怪事件都跟犬养有关。
市長
因推行新都心計劃而不停被草猛的成員刺殺，而僱用蟬作保鏢，對於蟬動不動就想殺了刺客感到苦惱，只准蟬殺死同樣是職業殺手的刺客。後來因鯨的能力，寫下遺書後自殺了。
安迪生先生
安迪生財團的領導人，主力推行新都心計劃的人，和草蜢是敵對關係。
第二章中，已经撤出猫田市。很介意儿子出入猫田市。
山本實之
市议会议员。猫田市新都心计划推进派。由于鲸的能力而自杀。

## 用語說明
腹語術
「讓別人說出自己所想」的能力。能力的对象人物，会在说话的时候失去意识。使用的时候需要把手贴到口上，不过由于第1话中并没有这样做也能使用，估计手势只是为了集中精神。安藤從小就開始發現這個力量。最初發現時是在喝可樂的時候，他正在思考並把嘴上可樂抹掉，這時與他走過的上班族說出他所想的說話。但如果使用過量後呼吸會變得辛苦，基至昏迷，也會使身體變得愈來愈虛弱。有效范围是30步（确切来说是30～39步）。
原作的條件是「30步的範圍內」、「看著對方」、「不能對電視等映像產生效果」及「不能對便用於人以外的東西」。
空气之手
「将空气固体化，当作触手般自由控制」的能力。使用的时候需要把手指指着额头，不过由于第29话中并没有这样做也能使用，估计手势只是为了集中精神。能够射飞和破坏物体，根据用法的不同还能控制别人。同时还能让空气和耳膜振动，把声音直接传到别人耳中。平时看不到这个能力的真面目，只有在灰尘和雨中才能清楚看到「手」的存在。有效范围是50步。
安迪生財團
推進貓田市（安藤住的城市）的新都心化計劃的大企業。在犬养的阻扰下撤出了。
新都心化計劃
一方面兴建多座超高层大厦，积极招揽国内外的一流企业。另一方面以文化都市计划为基础，营造可以保证高质素生活的最佳居住环境的计划。犬养表示这个计划很肤浅。
岩西事務所
接受杀人委托的事务所。所员只有岩西和蝉两人。位于某栋大厦的603号房，室内装潢跟原作记载的一致。
杰克·克里斯平
虚构的音乐家。岩西很喜欢引用他的话（歌词）。伊坂幸太郎的作品中也频繁出现这个名字。
女仆莉娜
要非常喜欢的角色。
U-5
在很多地方都有出现（比如第1话中润也的衣服上）。
是伊坂幸太郎的小说《奥杜邦的祈祷》中登场的稻草人。
咖啡店Duce
店长经营的咖啡店。第二章起草蜢的成员跟岛也有在这里工作。Duce在意大利语中是领袖的意思。意大利独裁者墨索里尼曾经得到过这个称号。
克拉莉塔
墨索里尼的情人。出自「抚平克拉莉塔的裙摆」。
盛岡
润也充满回忆的地方。小时候一家人到这里爬山时，和哥哥看到鹰。

## 單行本
| 期數   | 封面     | 日文版         | 日文版             | 香港版         | 香港版             | 台灣版        | 台灣版             |
| 期數   | 封面     | 發行日         | ISBN               | 發行日         | ISBN               | 發行日        | ISBN               |
| ------ | -------- | -------------- | ------------------ | -------------- | ------------------ | ------------- | ------------------ |
| Vol.1  | 安藤     | 2007年11月16日 | ISBN 9784091212245 | 2008年8月1日   | ISBN 9789882156609 | 2008年9月20日 | ISBN 9789862095683 |
| Vol.2  | 犬養     | 2007年11月16日 | ISBN 9784091212542 | 2008年8月1日   | ISBN 9789882156753 | 2009年1月19日 | ISBN 9789862097540 |
| Vol.3  | 蟬       | 2007年2月18日  | ISBN 9784091212856 | 2008年8月22日  | ISBN 9789882157088 | 2009年5月25日 | ISBN 9789862098523 |
| Vol.4  | 黃蜂     | 2007年5月16日  | ISBN 9784091213884 | 2008年9月19日  | ISBN 9789882157583 | 2009年6月25日 | ISBN 9789862098868 |
| Vol.5  | 鯨       | 2007年8月11日  | ISBN 9784091214492 | 2008年10月24日 | ISBN 9789882157958 | 2009年7月25日 | ISBN 9789862099261 |
| Vol.6  | 女僕莉娜 | 2008年11月18日 | ISBN 9784091215079 | 2009年1月23日  | ISBN 9789882158535 | 2009年8月25日 | ISBN 9789862099636 |
| Vol.7  | 安藤潤也 | 2009年2月18日  | ISBN 9784091215949 | 2009年5月4日   | ISBN 9789882159556 | 2009年9月25日 | ISBN 9789862560020 |
| Vol.8  | 安迪生   | 2009年4月17日  | ISBN 9784091218971 | 2009年7月16日  | ISBN 9789888029013 | 2009年11月4日 | ISBN 9789862560754 |
| Vol.9  | 槿       | 2009年6月18日  | ISBN 9784091220172 | 2009年9月9日   | ISBN 9789888029525 | 2009年12月8日 | ISBN 9789862561133 |
| Vol.10 | 安藤     | 2009年8月18日  | ISBN 9784091217196 | 2009年10月30日 | ISBN 9789888029808 | 2010年1月20日 | ISBN 9789862561409 |

## 關連閱讀
- Waltz (漫畫)

## 外部連結
- （日語）[http: //www.websunday.net/rensai/set_maou.html WEBSunday 魔王 JUVENILE REMIX]
- （日語）[http: //websunday.net/backstage/set_oosuga.html 漫畫家BACKSTAGE 大須賀惠]
- （日語）